# مودریتسا (کروشواتس)
مودریتسا (به صربی: Modrica) یک منطقهٔ مسکونی در صربستان است که در کروشواتس واقع شده‌است. مودریتسا ۷۶۴ نفر جمعیت دارد.